# Республика ШКИД (фильм)
«Респу́блика ШКИД» — советский художественный фильм, созданный в 1966 году на киностудии «Ленфильм» режиссёром Геннадием Полокой по одноимённой повести Григория Белых и Л. Пантелеева (Алексея Еремеева).

## История создания
Оригинальная повесть, хоть и написанная в третьем лице, была во многом автобиографичной для самих авторов — бывших воспитанников Школы-коммуны для трудновоспитуемых подростков имени Достоевского (название которой сокращено её же воспитанниками до аббревиатуры ШКИД). Авторы воспроизвели и себя самих: Белых фигурирует в повести под фамилией Черных (кличка Янкель), а Еремеев — как Лёнька Пантелеев (последний в дальнейшем использовал «Л. Пантелеев» в качестве творческого псевдонима). Написанная в 1926 году и опубликованная через год повесть «Республика ШКИД» рассказывала о судьбах беспризорных подростков, по разным причинам оказавшихся в школе-коммуне, основанной в 1920 году педагогом Виктором Сорокой-Росинским, которого воспитанники, вполне в духе того времени, сократили до «Викниксора».
Фильм был решено выпустить по случаю полувекового юбилея Октябрьской революции и 40-летия написания книги. Изначально сценарий фильма был написан одним из соавторов повести — Л. Пантелеевым, который к тому времени стал уже классиком детской литературы, но его сценарий крайне не понравился Госкино. Геннадий Полока, по его собственному свидетельству, к работе над фильмом был привлечён в качестве литературного «доработчика», вместе с Евгением Митько. Они значительно переписали сценарий, в основном изменив только образы персонажей, но сохранили многие цитаты из книги, разбавив их дополнительными словами дворового сленга. Пантелеев был недоволен исправлениями, но всё же дал добро, при условии что в титрах в качестве автора сценария будет упомянут только он. 
Затем начались проблемы с поиском режиссёра — все штатные режиссёры «Ленфильма» были заняты:
 И вдруг кто-то сказал: «У него же режиссёрское образование. Пусть сам и снимает!» 
О Полоке как о режиссёре до этого долгое время не вспоминали, поскольку за 5 лет до этого он был арестован за растрату на съёмках его фильма «Чайки над барханами». Полоку в итоге оправдали, но в последующие годы ему почти не давали заниматься режиссурой.
Хотя реальное здание, где располагалась ШКИД, прекрасно сохранилось до настоящего[какого?] времени, в фильме для наружных сцен было использовано здание факультета иностранных языков РГПУ имени А. И. Герцена.
Фильм Полоки сразу завоевал популярность, но Пантелеев был скорее разочарован. В 1967 году он писал в «Комсомольской правде»:
 Процветали в нашей школе и воровство, и картёжные игры, и ростовщичество. Были жестокие драки. Ни на минуту не утихала война между «шкидцами» и «халдеями». Но было и другое… Мы много и с увлечением читали. Изучали иностранные языки. Писали стихи. Было время, когда в нашей крохотной республике на шестьдесят человек «населения» выходило около шестидесяти газет и журналов… Был музей. Был театр, где ставили «Бориса Годунова» и современные революционные пьесы. Ничего этого (или почти ничего) в фильме нет. …Жизнь Шкиды на экране выглядит беднее и грубее, чем она была на самом деле. 
В отличие от повести, главным героем фильма стал Викниксор, а основной сюжетной линией — его тяжёлая борьба с дурными наклонностями, приобретёнными подростками на улице. Премьера «Республики ШКИД» состоялась 29 декабря 1966 года, а через год фильм стал одним из лидеров проката — его посмотрели 32,6 миллиона зрителей (12-е место).

## Сюжет
Действие происходит в Петрограде в самом начале 1920-х годов. В стране, как сообщается во вступительных титрах, 4,32 миллиона беспризорных детей. Малолетних преступников отлавливают органы ВЧК и распределяют по школам-интернатам и колониям закрытого типа. Руководители школ и колоний, педагоги-энтузиасты, сами выбирают себе воспитанников. Тех же, кого они не берутся перевоспитать, ждёт тюрьма.
Директор Школы-коммуны имени Достоевского, Виктор Николаевич Сорокин (он же Викниксор), готовит педагогический состав и персонал к торжественной встрече первого набора воспитанников. Для них накрываются столы к завтраку, но в столовую никто не является: выспавшиеся в тепле беспризорники крадут с кухни приготовленную еду, и завтракают в спальное в привычном для себе - без тарелок и ложек, грязными руками. После этого они уходят в город, отобрав у дворника Мефтахудына ключи от ворот и забросив их на дерево, чтобы было неповадно запирать ворота. В конце концов это дерево приходится срубить, чтобы достать ключи.
Нагулявшись вдоволь, вечером того же дня беспризорники возвращаются в школу на ночлег и издеваются над персоналом. Особенно достаётся заместителю Викниксора — преподавательнице немецкого языка, Эланлюм (то есть Элла Андреевна Люмберг). Тогда Викниксор резко меняет стиль общения: утром, лихо перебрасывая воспитанников из рук в руки, педагоги и персонал отправляют их сначала в душевую, затем в столовую, где за малейшее неповиновение выгоняют из-за стола («завтракать будете в ужин»), и, наконец, за парты.
У Палвана (то есть Павла Ивановича Арикова), преподавателя словесности, свой «метод воспитания»: заискивая перед необузданными беспризорниками, на уроках он поёт с ними песни (преимущественно «городской фольклор»), не обременяя их учёбой. Через две недели Викниксор теряет терпение и увольняет Палвана. Недовольные воспитанники устраивают «бузу» — создают своё независимое хулиганское государство и объявляют войну педагогам под лозунгом «Бей халдеев!».
Педагоги принимают вызов, но в конце концов вынуждены пойти на мирные переговоры. Общий язык с воспитанниками главный «халдей» находит за сочинением гимна для их государства, но изменить привычки беспризорников оказывается непросто. Новому шкидцу, бывшему гимназисту Алексею Пантелееву, которого в школу привела мать, старшеклассники устраивают «тёмную» за то, что он отказался вместе со всеми воровать лепёшки у полуслепой матери Викниксора. Не выдав зачинщиков избиения, Пантелеев сам отправляется в карцер.
На обеде Викниксор выступает с демонстративно-обличительной речью о недопустимости самосуда над ворами. На самом деле он догадывался, что «суд» был не за воровство, а за отказ участвовать в нём. После этого Викниксор наблюдает, как одноклассники у двери карцера извиняются перед Пантелеевым и передают ему еду, и понимает свою правоту. Не сдавший своих Пантелеев становится одним из лидеров Шкиды.
Директор объявляет самоуправление и предлагает выбрать старост. Активный Японец (настоящее имя — Георгий Ионин) становится гардеробным старостой: он должен выдавать (или не выдавать по приказу директора за провинности) верхнюю одежду школьникам (сам он это называет «каторгой»). Самый важный пост — старосты по кухне — достаётся Янкелю (настоящее имя — Григорий Черных). Он принимает обязанности делить хлеб по справедливости. В школу приходит ростовщик Слаёнов: он даёт взаймы недоеденный им самим хлеб с обязательством вернуть вдвое больше. Постепенно в зависимость попадают все младшие школьники.
Не имея возможности вернуть долги, «рабы» исполняют для него разные поручения в обмен на еду. Делая свой хлебный бизнес на младших группах, он подкупает хлебом и сахарином старших товарищей и обретает таким образом защитников в лице Цыгана и Купы Купыча Гениального (Купец, Оффенбах). Дело набирает обороты: протолкнув на выборах старосты по кухне своего человека — Савушку, Слаёнов начинает продавать привозимый в школу хлеб напрямую базарным торговцам.
Школа полностью остаётся без хлеба. После ревизии на кухне и отправки Савина в карцер Янкель, Пантелеев и Дзе (настоящее имя — Георгий Джапаридзе) объявляют ростовщику в присутствии младших, что они ликвидируют все долги, а «купленные» покровители отказываются идти против своих. Старшеклассники оставляют Слаёнова на избиение младшим.
О новом воспитаннике, малорослом одноглазом Косте Федотове по кличке «Мамочка», лидер старшеклассников Купа Купыч Гениальный заботится, как о младшем брате. Но в первую же ночь, обокрав товарищей и прежде всего Купу, Мамочка пытается бежать из школы. Разочарование Купы, у которого Мамочка украл американские ботинки, перевоспитывает последнего эффективнее, чем гнев Викниксора, поймавшего его на краже.
Позднее Викниксор без опасений отправляет его в аптеку за кислородной подушкой и лекарствами для больной матери и, чтобы не замёрз, надевает на него свой пиджак. Неожиданно на обратном пути Мамочка встречает своих бывших товарищей. У него отбирают пиджак и бумажник Викниксора, а кислородную подушку бросают в костёр. Не отважившись вернуться в школу с пустыми руками, Мамочка вновь оказывается на улице.
Школа устраивает первомайский бал. Все воспитанники приводят девушек, называя их из скромности двоюродными сёстрами. Янкель хочет пригласить Тоню Маркони, с которой он познакомился в ночлежке, незадолго до поступления в школу. Девушка отказывается, потому что Григорий, чтобы не прослыть «женихом» перед товарищами, не вышел к ней осенью, когда она пришла повидаться, а попросил ребят выпроводить её «с наилучшими пожеланиями», на что она тогда очень сильно обиделась и сейчас демонстративно заявила Янкелю, что забыла свою клятву — оставаться друзьями.
Шкидцы видят марширующих по улице членов только что образованной пионерской организации и хотят в неё вступить. Тем не менее Викниксор выясняет, что их школа носит закрытый «полутюремный» характер, и создание подобных организаций у них не разрешается. Тогда воспитанники создают подпольную организацию, а для отличительной символики крадут красную скатерть из кабинета директора, режут её и делают пионерские галстуки.
Летом вышедшие на купание воспитанники дерутся с отрядом «голоногих». «Голоногими» называли пионеров за их форменную одежду: рубашку и шорты. Эланлюм не скрывает своего возмущения и позора. Пионеры резко выделялись на фоне остальных детей своей дисциплиной и организованностью, за что неоднократно были биты как членами уличных группировок, так и взрослыми — нэпманами. За одного из таких пионеров, которого на рынке поймал и бил метлой по лицу торговец-мясник, вступился беспризорник Костя Федотов, после чего сам попал в больницу.
О подвиге была опубликована заметка в газете, и шкидцы узнали в герое Мамочку. Навестить его в больнице приходит вся школа, а также отряд того пионера, которого он защищал. Викниксор «легализует» их подпольную организацию.

## В ролях
| Актёр                 | Роль                                                                                       |
| --------------------- | ------------------------------------------------------------------------------------------ |
| Сергей Юрский         | директор Виктор Николаевич Сорокин (Викниксор)                                             |
| Юлия Бурыгина         | преподаватель немецкого языка Элла Андреевна Люмберг (Эланлюм)                             |
| Павел Луспекаев       | преподаватель гимнастики Константин Александрович Медников (Косталмед)                     |
| Александр Мельников   | преподаватель истории Александр Николаевич Попов (Алникпоп)                                |
| Анатолий Столбов      | преподаватель словесности Павел Иванович Ариков (Палваныч)                                 |
| Георгий Колосов       | Мефтахудын                                                                                 |
| Вера Титова           | повар Марта                                                                                |
| Виолетта Жухимович    | Тоня Маркони                                                                               |
| Лев Вайнштейн         | Григорий Черных (Янкель)                                                                   |
| Виктор Перевалов      | Гога                                                                                       |
| Анатолий Подшивалов   | Николай Громоносцев (Цыган)                                                                |
| Юрий Рычков           | Карл-Мария Эрнст Готфрид Генрих Дитрих Кауфман фон Оффенбах (Купец, Купа Купыч Гениальный) |
| Александр Товстоногов | Георгий Джапаридзе (Дзе)                                                                   |
| Вячеслав Голубков     | Георгий Ионин (Японец)                                                                     |
| Артур Исаев           | Алексей Пантелеев (Лёнька)                                                                 |
| Александр Кавалеров   | Костя Федотов (Мамочка, Костька Камбала)                                                   |
| Владимир Колесников   | школьный ростовщик Слаёнов                                                                 |
| Алексей Догадаев      | Савин (Савушка)                                                                            |
| Вячеслав Романов      | Воробей                                                                                    |
| П. Алябин             | 1-й директор исправительной школы                                                          |
| Владимир Васильев     | второй директор исправительной школы                                                       |
| Михаил Васильев       | мясник с метлой                                                                            |
| Людмила Волынская     | Амалия Вонитовна (Амвон)                                                                   |
| Вадим Гаузнер         | эпизод                                                                                     |
| Лилия Гурова          | начальник приёмника-распределителя                                                         |
| И. Гришечкин          | эпизод                                                                                     |
| Анна Есипович         | мама Викниксора                                                                            |
| Михаил Краснер        | эпизод                                                                                     |
| Николай Кузьмин       | один из мясников                                                                           |
| Борис Лёскин          | сопровождающий Мамочку милиционер                                                          |
| Александр Липов       | пионервожатый Костя                                                                        |
| Герман Лупекин        | первый преподаватель в ШКИДе                                                               |
| Любовь Малиновская    | директор женской исправительной школы                                                      |
| Борис Рыжухин         | эпизод                                                                                     |
| Владимир Максимов     | третий директор исправительной школы                                                       |
| Галина Теплинская     | мама Пантелеева                                                                            |

## Съёмочная группа
- Автор сценария — Л. Пантелеев
- Режиссёр-постановщик — Геннадий Полока
- Главные операторы — Дмитрий Долинин, Александр Чечулин
- Художники — Николай Суворов, Евгений Гуков
- Режиссёр — Григорий Цорин
- Композитор — Сергей Слонимский

В фильме звучит в исполнении Сергея Юрского романс Н. В. Кукольника «Virtus Antiqua» («Прости! Корабль взмахнул крылом…») на музыку М. И. Глинки.

## Награды
- 1967 — Гран-при на фестивале детских фильмов в Москве
- 1968 — Вторая премия за лучший детский и юношеский фильм на III Всесоюзном кинофестивале в Ленинграде